# Saint-Ganton
 Saint-Ganton  es una población y comuna francesa, situada en la región de Bretaña, departamento de Ille y Vilaine, en el distrito de Redon y cantón de Pipriac.

## Demografía
| 504 | 490 | 461 | 405 | 381 | 388 |
| Para los censos de 1962 a 1999 la población legal corresponde a la población sin duplicidades (Fuente: INSEE [Consultar]) |     |     |     |     |     |